# Jan Tinbergen
Pour les articles homonymes, voir Tinbergen.
Jan Tinbergen, né le 12 avril 1903 à La Haye et mort le 9 juin 1994 dans la même ville, est un économiste néerlandais, lauréat, avec Ragnar Frisch du premier Prix de la Banque de Suède décerné en 1969 et du prix Érasme en 1967. Il enseignait à l'université Érasme de Rotterdam.

## Biographie
Jan Tinbergen est le frère de l'éthologue Nikolaas Tinbergen, lauréat du prix Nobel de physiologie ou médecine en 1973.
À la suite d'études de physique à l'université de Leyde, il développe le premier modèle macroéconomique au sein du Bureau central de statistiques des Pays-Bas, qu'il applique en premier aux Pays-Bas puis à la Société des Nations (1936-1938), aux États-Unis et à la Grande-Bretagne au lendemain de la Seconde Guerre mondiale.
Témoin de la crise économique de 1929, son travail consiste à trouver des solutions pour éviter de telles catastrophes futures.
En 1945, il prend la direction du Bureau central de planification à La Haye et devient progressivement un théoricien de l'État providence en préconisant son intervention grâce à une politique économique puissante au service du bien-être social et individuel.
Sa « règle de Tinbergen » (ou règle de cohérence de Tinbergen) démontre que pour toute politique économique ayant des objectifs fixés, le nombre d'instruments est égal au nombre d'objectifs visés. Cette règle, énoncée dans On the Theory of Economic Policy (1952), constitue, avec la règle d'efficience de Mundell (ou règle de Mundell), les deux principes directeurs de la conduite de politiques économiques.
De 1966 à 1975, il préside le Comité des Nations unies pour la planification et le développement économique. Dans ce cadre, il développe le jeu de commerce international World Trade Game.

## Publications
- 1962: Evenwichtige groei, dans J.E. Andriessen et M.A.G. van Meerhaeghe (eds.) Theorie van  de  Economische  Politiek (Stenfert  Kroese, Leiden 1962).